# FBM

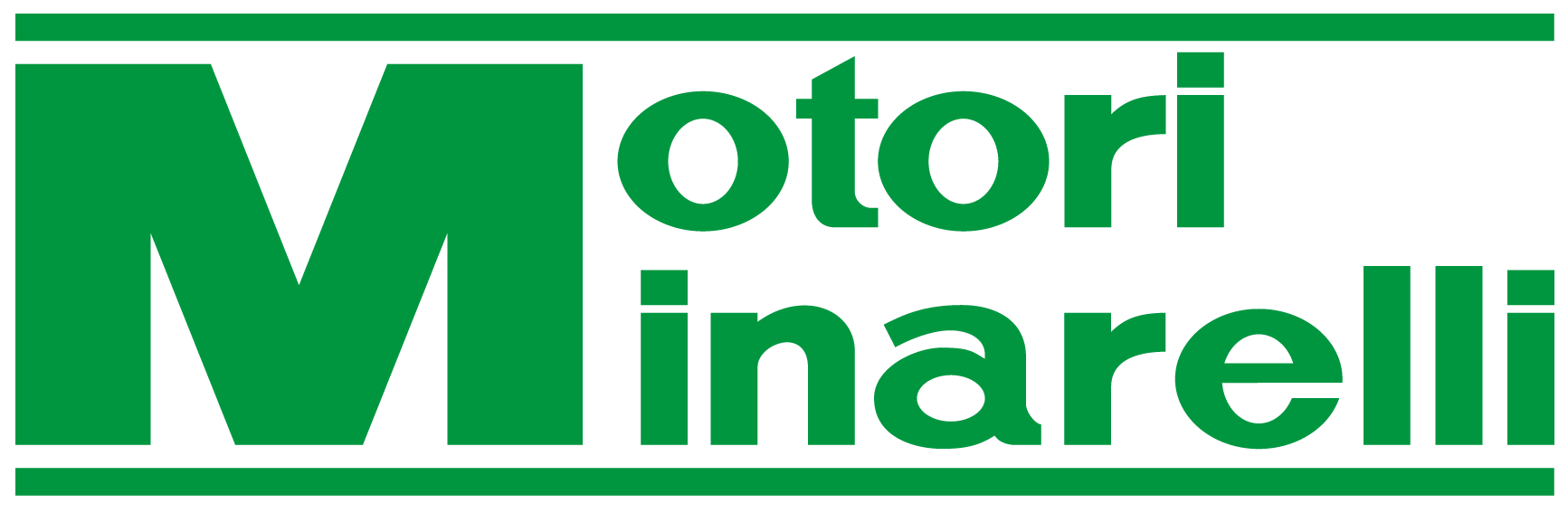
Minarelli logo.

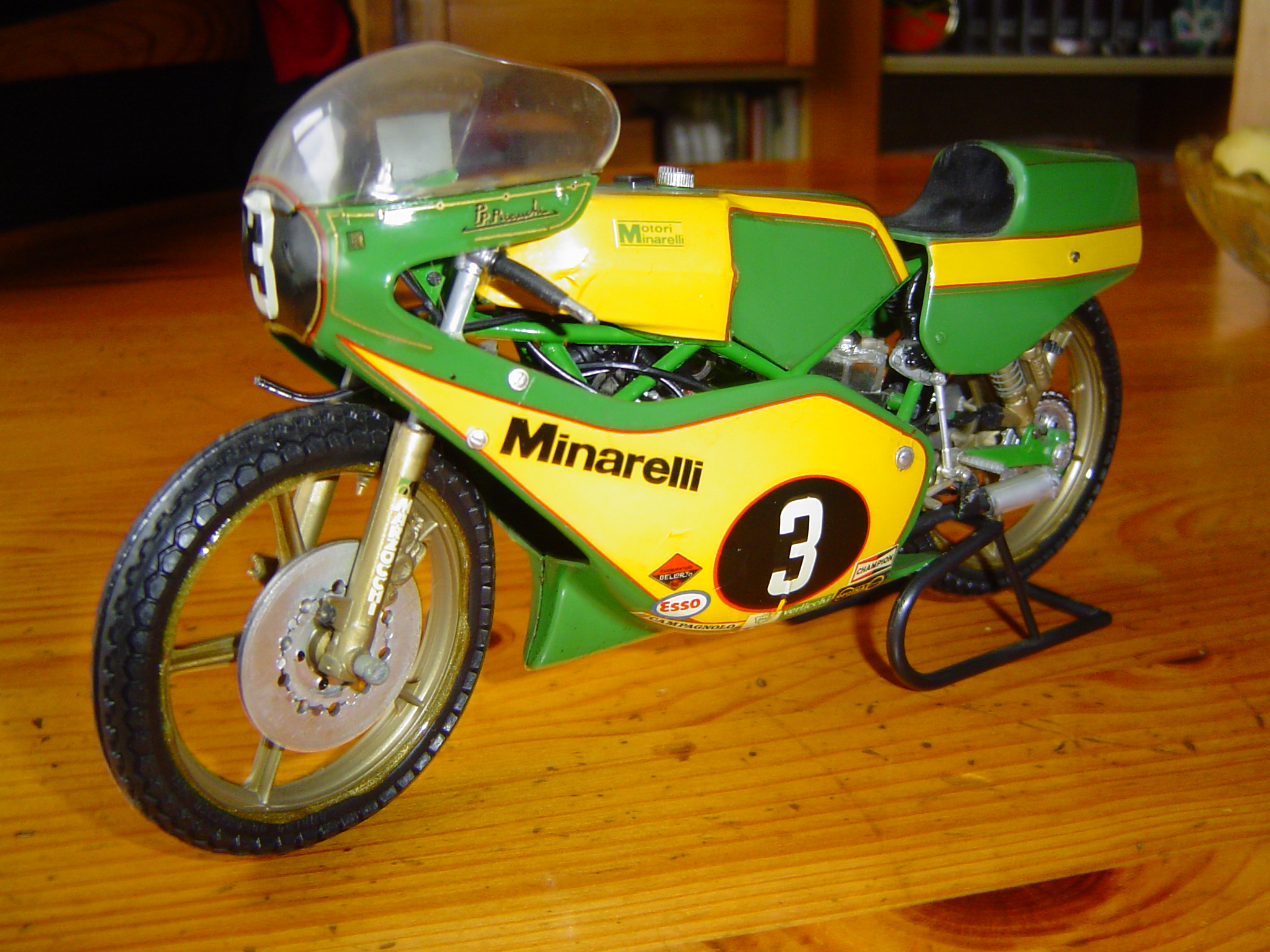
Schaalmodel van een Minarelli 125cc-wegracer uit 1979

FBM (Fabbrica Bolognese Motocicli, Bologna, 1951-1956), is een historisch Italiaans merk van motorfietsen, dat beter bekend werd onder de naam "Motori Minarelli".
Het merk werd opgericht door Franco Morini (zie ook: Moto Morini) en Vittorio Minarelli. In 1952 werd de 125cc-Gabbiano gebouwd, een tweetakt met een liggende cilinder en drie versnellingen die veel weg had van vroegere Aermacchi-modellen. 
Korte tijd later volgden 198cc-kopkleppers en een 175cc-racemotor met twee bovenliggende nokkenassen. 
In 1957 was FBM (onder de naam Minarelli) uitgegroeid tot een bekende leverancier van inbouwmotoren in verschillende inhoudsklassen. Zelf leverde men onder de naam FBM de P3 en P4 48cc-modellen en de 75 cc grote P75. Naast deze tweetakten waren er nog de 125- en 150cc-viertakten. In 1957 veranderde de merknaam in FB Minarelli. In de jaren zestig groeide het marktaandeel van Minarelli en ook de modellenlijn werd gemoderniseerd. 
Er werden tussen 1966 en 1975 verschillende wereldrecords gevestigd. In 1977 werd de bekende tuner Jörg Möller ingehuurd om een aantal GP-racers te construeren. Hiermee werden diverse wereldtitels gehaald. Toen het bedrijf in 1982 door Garelli werd overgenomen, verschenen de racers met de naam Garelli op de tank.
Tegenwoordig fabriceert het merk voornamelijk 50cc-scooterinbouwmotoren onder de naam Minarelli. Het bedrijf was tot 2020 eigendom van Yamaha tot het over werd genomen door Fantic en is de grootste concurrent van Piaggio op de bromfiets en scootermotorblokkenmarkt. In tegenstelling tot Piaggio fabriceert Minarelli zelf geen complete scooters maar alleen de blokken.

## Minarelli-motorbloktypen
- Minarelli-motorblokken zijn gemaakt in zes typen:
  - Type MA (Horizontaal / Watergekoeld / Lang model)
  - Type MY (Horizontaal / Luchtgekoeld / Lang model)
  - Type CA (Horizontaal / Watergekoeld / Kort model)
  - Type CY (Horizontaal / Luchtgekoeld / Kort model)
  - Type CW (Verticaal / Luchtgekoeld / Lang model)
  - Type AM 3/4/5/6 (Horizontaal / Watergekoeld / Schakel model)

Dit typenummer is terug te vinden op het motorblok.
| Aprilia                    | Motorblok             | Koeling                |
| -------------------------- | --------------------- | ---------------------- |
| Rally                      | Minarelli Horizontaal | Lucht- en watergekoeld |
| SR 2000                    | Morini                | Watergekoeld           |
| SR tot 2000                | Minarelli Horizontaal | Luchtgekoeld           |
| SR 2000 Di-Tech            | Morini                | Watergekoeld           |
| SR 50 Sport (vanaf 2003)   | Piaggio               | Watergekoeld           |
| SR 50 Di-Tech (vanaf 2003) | Piaggio-injectie      | Watergekoeld           |
| SR 50 R Factory            | Piaggio-injectie      | Watergekoeld           |
| SR 50 Factory              | Piaggio               | Watergekoeld           |
| SR Viper                   | Minarelli Horizontaal | Luchtgekoeld           |
| RS50 (t/m2005)             | Minarelli AM6         | Watergekoeld           |
| Habana                     | Morini                | Luchtgekoeld           |
| RX50 (t/m2005)             | Minarelli AM6         | Watergekoeld           |
| MX50                       | Minarelli AM6         | Watergekoeld           |

| Benelli | Motorblok             | Koeling      |
| ------- | --------------------- | ------------ |
| K2      | Minarelli Horizontaal | Luchtgekoeld |
| 491     | Minarelli Horizontaal | Luchtgekoeld |
| 491 RR  | Minarelli Horizontaal | Watergekoeld |

| Beta | Motorblok             | Koeling                |
| ---- | --------------------- | ---------------------- |
| Ark  | Minarelli Horizontaal | Lucht- en watergekoeld |
| Ycon | Minarelli Horizontaal | Luchtgekoeld           |
| RR50 | Minarelli AM6         | Watergekoeld           |

| Gilera         | Motorblok | Koeling                |
| -------------- | --------- | ---------------------- |
| DNA            | Piaggio   | Watergekoeld           |
| Runner 50      | Piaggio   | Watergekoeld           |
| Runner 125/180 | Piaggio   | Lucht- en watergekoeld |
| Runner Purejet | Piaggio   | Watergekoeld           |
| Stalker        | Piaggio   | Luchtgekoeld           |

| Italjet      | Motorblok             | Koeling      |
| ------------ | --------------------- | ------------ |
| Dragster 50  | Minarelli Horizontaal | Watergekoeld |
| Dragster 180 | Piaggio 180           | Watergekoeld |
| Formula      | Morini                | Luchtgekoeld |
| Formula F50  | Morini                | Watergekoeld |

| Kymco           | Motorblok | Koeling                |
| --------------- | --------- | ---------------------- |
| Grand Dink      | Kymco     | -                      |
| Dink 50         | Kymco     | Lucht- en watergekoeld |
| People 50       | Kymco     | -                      |
| Vitality 2-Takt | Kymco     | Luchtgekoeld           |
| Vitality 4-Takt | Kymco     | Luchtgekoeld           |
| ZX 50           | Kymco     | Luchtgekoeld           |
| DJ 50           | Kymco     | Luchtgekoeld           |

| Malaguti       | Motorblok             | Koeling               |
| -------------- | --------------------- | --------------------- |
| F10 Jet Line   | Minarelli Horizontaal | Luchtgekoeld          |
| Phantom F12 50 | Minarelli Horizontaal | Lucht en watergekoeld |
| Phantom F12 R  | Minarelli Horizontaal | Lucht en watergekoeld |
| F15 Firefox    | Minarelli Horizontaal | Lucht en watergekoeld |

| Motorhispania           | Motorblok     | Koeling      |
| ----------------------- | ------------- | ------------ |
| Furia Cross/SM          | Minarelli AM6 | Watergekoeld |
| RYZ Urban               | Minarelli AM6 | Watergekoeld |
| RYZ Enduro/SM           | Minarelli AM6 | Watergekoeld |
| RYZ SM/Enduro/Urban PRO | Minarelli AM6 | Watergekoeld |
| RX2 Racing              | Minarelli AM6 | Watergekoeld |

| Peugeot            | Motorblok           | Koeling                |
| ------------------ | ------------------- | ---------------------- |
| Jet Force          | Peugeot Horizontaal | Watergekoeld           |
| Jet Force-injectie | Peugeot Horizontaal | Watergekoeld           |
| Speedfight         | Peugeot Verticaal   | Lucht- en watergekoeld |
| Viva City          | Peugeot Verticaal   | Luchtgekoeld           |
| Fox                | Peugeot Verticaal   | Luchtgekoeld           |
| Looxer             | -                   | -                      |
| Ludix              | Peugeot Horizontaal | -                      |
| Elystar            | Peugeot Verticaal   | Luchtgekoeld           |
| Zenith             | Peugeot Verticaal   | Luchtgekoeld           |
| Speedake           | Peugeot Verticaal   | Luchtgekoeld           |

| Piaggio            | Motorblok        | Koeling      |
| ------------------ | ---------------- | ------------ |
| NRG Power Pure-Jet | Piaggio-injectie | Watergekoeld |
| NRG MC2-3          | Piaggio          | Watergekoeld |
| NRG MC1            | Piaggio          | Luchtgekoeld |
| Fly                | Piaggio          | Luchtgekoeld |
| Liberty            | Piaggio          | Luchtgekoeld |
| Zip                | Piaggio          | Luchtgekoeld |
| Zip SP             | Piaggio          | Watergekoeld |
| Typhoon            | Piaggio          | Luchtgekoeld |

| Suzuki      | Motorblok | Koeling      |
| ----------- | --------- | ------------ |
| StreetMagic | Morini    | Luchtgekoeld |
| Zillion     | Morini    | Luchtgekoeld |
| Katana      | Morini    | Luchtgekoeld |
| Katana      | Morini    | watergekoeld |

| Yamaha | Motorblok             | Koeling      |
| ------ | --------------------- | ------------ |
| Aerox  | Minarelli Horizontaal | Watergekoeld |
| BW's   | Minarelli Verticaal   | Luchtgekoeld |
| Slider | Minarelli Verticaal   | Luchtgekoeld |
| DT50   | Minarelli AM6         | Watergekoeld |
| Jog R  | Minarelli Horizontaal | Luchtgekoeld |
| Jog RR | Minarelli Horizontaal | Watergekoeld |
| Neo's  | Minarelli Horizontaal | Luchtgekoeld |
| TZR50  | Minarelli AM6         | Watergekoeld |
| Why    | Minarelli Horizontaal | Luchtgekoeld |